# Józsefné Margit Károlyi
Józsefné Margit Károlyi (ur. jako Gabriella Vágvölgyi albo Margit Wenckheim 30 listopada 1892 w Nagylévárd, zm. 1964) – węgierska arystokratka i pielęgniarka zaangażowana w pomoc Polakom podczas II wojny światowej.

## Życiorys
Józsefné Margit Károlyi była hrabiną. Jej rodzicami byli István i Margit Palffy d'Erdöd. Z wykształcenia była pielęgniarką. W działalność społeczną zaangażowała się po śmierci męża, jeszcze przed wybuchem II wojny światowej. Pracowała na rzecz Stowarzyszenia Opieki nad Dziećmi oraz patronowała Chrześcijańskiej Lidze Kobiet w Székesfehérvár.
Po 1 września 1939 roku, podobnie jak wiele przedstawicielek węgierskich elit, zaangażowała się w pomoc polskim uchodźcom na Węgrzech.
29 września 1939 roku Károlyi zainicjowała w Budapeszcie Komitet Pomocy dla Uchodźców (przekształcony później w Węgiersko-Polskiego Komitetu Opieki nad Uchodźcami), którego została pierwszą przewodniczącą i którą to funkcję pełniła przez kolejne cztery lata.
W kolejnych dniach Károlyi osobiście przyjmowała na granicy uciekających Polaków i kierowała ich w głąb Węgier na zakwaterowanie. Károlyi podczas wizytowania obozów zorganizowanych przez władze państwowe rozdawała paczki z odzieżą i obuwiem. W obozach Dunamocs i Párkány-Nána zadbała o doprowadzenie wypłaty zasiłków uchodźcom cywilnym. W obozie w Szob interweniowała na rzecz przekazania uchodźcom przesłanych przez Czerwony Krzyż rzeczy, które początkowo trafiały do magazynów. Pomagała także uzyskać pozwolenie na wysyłkę paczek żywnościowych do rodzin w Polsce oraz do polskich żołnierzy w niemieckich obozach jenieckich. W 1941 roku, dzięki jej rozmowom z regentem Miklósem Horthym, zwolniono przetrzymywanych Polaków. Károlyi wraz z Erzsébet Szapáry wyszukiwały zakwaterowanie dla członków rodzin polskich oficerów.
19 marca 1944 roku, po wkroczeniu Niemców na Węgry, Gestapo zamknęło Komitet, uznając jego działalność za szkodliwą.
W 1947 roku Józsefné Margit Károlyi wraz z rodziną opuściła Węgry i przeniosła się do Francji.
W uznaniu zasług za pomoc Polakom, w 2021 została wyróżniona Medalem Virtus et Fraternitas. Uroczyste wręczenie odznaczenia odbyło się w 2022 roku. Spośród działaczy Komitetu wyróżniono wówczas także Edith Weiss oraz Erzsébet Szapáry i Antala Szapáry'ego.